# Herb gminy Nowa Sól
Herb gminy Nowa Sól – jeden z symboli gminy Nowa Sól.

## Wygląd i symbolika
Herb przedstawia na tarczy dzielonej w słup w prawym polu połowę orła dolnośląskiego na żółtym (złotym) tle, a w części lewej uproszczony rysunek żółtego wiatraka na zielonym tle. Połowa orła umieszczona na herbie jest symbolem położenia gminy na obszarze historycznego Śląska, a wiatrak symbolizuje charakterystyczne budowle występujące w przeszłości na terenie gminy. Jednocześnie nawiązuje do zachowanych wiatraków w Lubięcinie. Oprócz znaczenia historycznego wizerunek wiatraka utożsamia również rolniczy charakter gminy. Zielona barwa części pola tarczy herbowej symbolizuje lasy w gminie.